# 约翰·戈登 (羽毛球运动员)
约翰·戈登（英語：John Gordon，1978年11月25日—），生于惠灵顿，新西兰男子羽毛球运动员。他曾代表新西兰参加2002年英联邦运动会羽毛球比赛，获得混合团体铜牌。